# Giovanni Poleni
Le marquis Giovanni Poleni, (Venise, 1683- Padoue, 1761), est un mathématicien et physicien italien du XVIIIe siècle,, connu aussi comme un physicien, sous le nom de Johannes Polenus.

## Biographie
En 1683, son père, Jacopo Poleni a participé et affiché beaucoup de courage dans la bataille contre les Turcs pendant le second siège de Vienne, et l'empereur des Romains Léopold Ier, lui a décerné en juin 1685, pour ses mérites, les titres de « marquis, comte de Saint-Michel Archange, pour lui et ses descendants » et donc Giovanni, né le 23 août 1683 à Venise, fils unique du marquis Jacopo Poleni et de la marquise Elisabetta Broiuola, est devenu lui-même un marquis à l'âge de deux ans, titre qui sera confirmé en 1686 par la république de Venise.
Le 30 décembre 1708, obéissant à son père, Giovanni Poleni se marie à Orsola Roberti (1686-1737), qui appartenait à une famille noble de Bassano del Grappa. Ils ont eu six enfants, dont l'ainé Jacopo (1709-1747), Eugenio (1717-1736), qui était destiné à perpétuer la famille, est mort seulement à l'âge de 18 ans. En 1736-1737, Giovani Poleni perdra dans un délai de 14 mois, son fils, sa femme et son père. Une des filles de Poleni, Elisabetta est devenue marquise de Pontedera, en épousant Guilio Pontedera, botaniste et spécialiste en sciences.
Un surmenage excessif a affecté progressivement sa santé, mais pas son enthousiasme, jusqu'à sa mort due à un anévrisme aortique le 15 novembre 1761, à Padoue. Ses restes ont été déposés dans la chapelle de San Giacomo (it), où ses fils ont placé un monument en son honneur. Les citoyens de Padoue ont ensuite décrété que la statue de Poleni, l'une des premières œuvres d'Antonio Canova,, devait être placée parmi les hommes illustres sur le Prato della Valle. Une médaille en son honneur a été frappée par la république de Venise.

Galerie
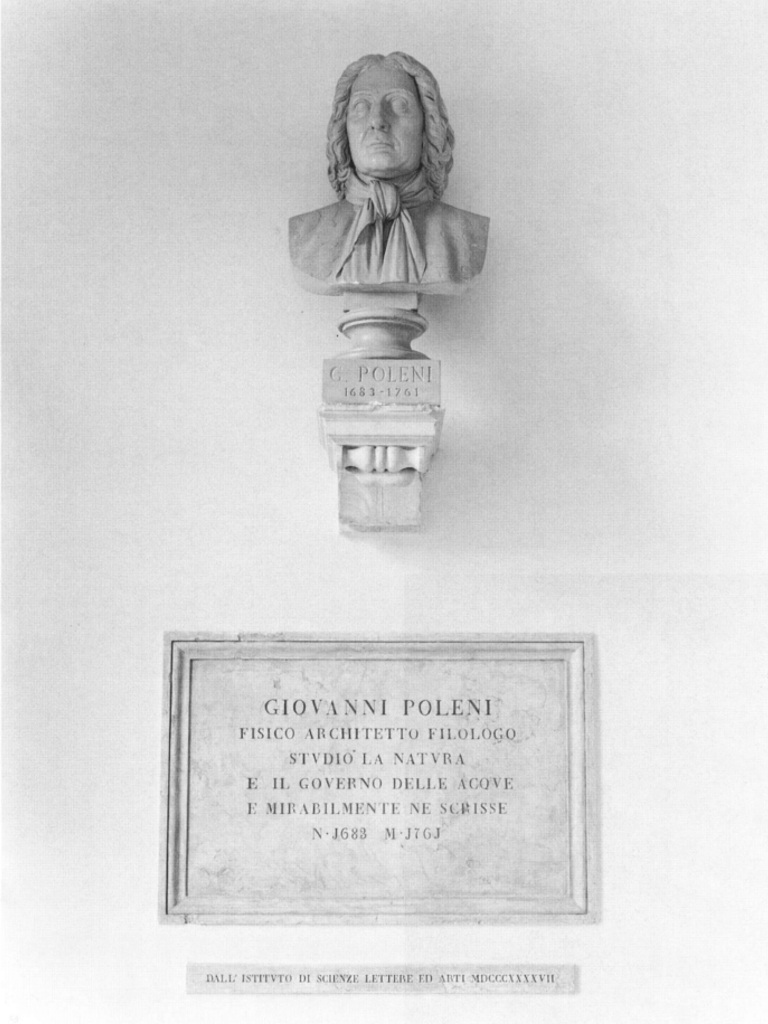
Buste de Giovanni Poleni, Panthéon vénitien, Palazzo Loredan (Campo Santo Stefano), Venise
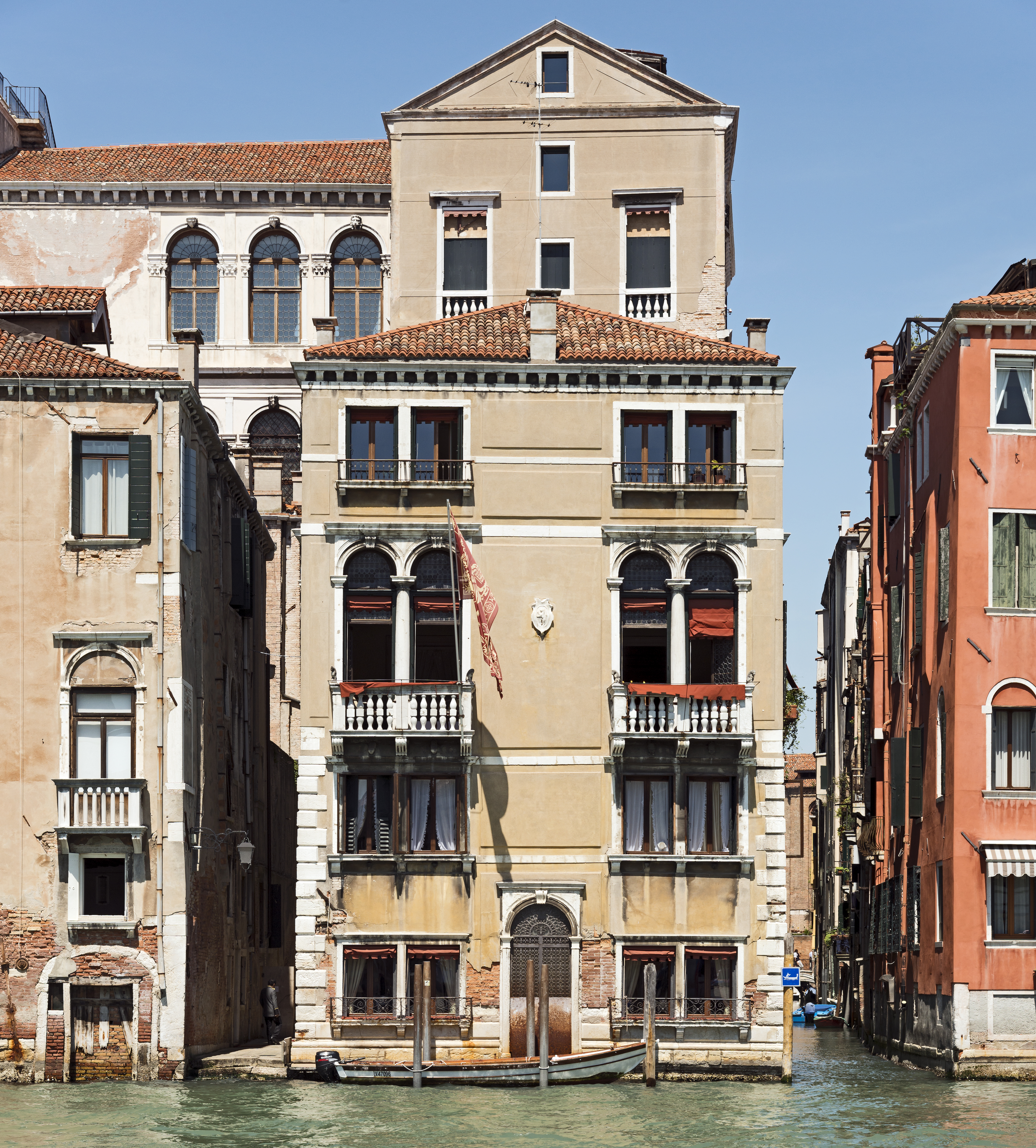
Ancien palais, demeure de Giovanni Poleni jusqu'en 1751 (Palazzetto Pisani, sur le Grand Canal à Venise)

## Biographie scientifique
Giovanni Poleni étudie l'architecture civile et militaire sous la direction de Giuseppe Marcati. Il étudie les lettres classiques, la philosophie, la théologie, les mathématiques et la physique à l'École des pères somasques, à Venise. Il commence ensuite, avec l'encouragement de ses parents, une carrière judiciaire.
En 1707, il effectue ses premières expériences scientifiques, et rencontre la même année, Jean-Baptiste Morgagni, fondateur de l'anatomo-pathologie moderne, avec qui il commence une relation d'amitié et de collaboration qui a continué jusqu'à sa mort.
En 1709, il occupe la chaire d'astronomie et de météorologie à l'université de Padoue.
C'est aussi en 1709, qu'il publie son premier traité Miscellanea, qui est une collection de dissertations sur la physique Texte en ligne sur Google Livres.
- Dans la deuxième partie de son traité, il inclut la description d'une calculatrice (« machina aritmetica »), conçue sur le principe de la roue à cliquet, et sur la roue à nombre variable de dents, dont il fut le premier à utiliser le principe[7].

- Dans la troisième partie de son traité, consacrée en partie à la gnomonique, il décrit une nouvelle méthode pour le tracé des cadrans solaires[8],[9].

Le 30 novembre 1710, proposé par Isaac Newton, il est élu « fellow » à la Royal Society de Londres.
Le 17 novembre 1713, l'Académie des Ricovrati de Padoue l'accueille parmi ses membres.
En 1715, il devient professeur de physique, en plus de la chaire d'astronomie et de météorologie. Il est invité par le Sénat de Venise en qualité d'ingénieur pour étudier des problèmes d'hydraulique, liés à l'irrigation de la Basse-Lombardie, à l'approvisionnement en eau, au contrôle des inondations et au dépôt de sédiments dans la lagune de Venise. Il devient ainsi, l'un des experts les plus demandés en la matière. Son nom est resté dans le domaine de l'hydraulique (formule de Poleni), en ce qui concerne le calcul de débit (coefficient de décharge (de)), mesuré sur l'arête d'un déversoir .
Le 3 octobre 1715, proposé par Leibniz, il est élu à l'Académie royale des sciences de Prusse, le 1er novembre.
En 1717, il publie un traité majeur sur l'hydraulique et l'hydrodynamique, qui décrit les estuaires, les ports et les rivières.
Le 20 septembre 1719, il occupe la chaire de mathématiques à Padoue, laissée vacante pendant 3 ans, au départ soudain de Nicolas Bernoulli, en 1716.
En 1720, il publie son discours d'ouverture de la chaire de mathématiques à Padoue, l'année précédente.
En 1724, il est élu membre honoraire à l'Académie des sciences de Saint-Pétersbourg.
En 1725, il inaugure une série d’observations et de mesures systématiques en météorologie qu'il effectuera pendant plus de 40 ans aidé par son fils et sa femme de chambre. Ses relevés exceptionnellement précis, seront très utiles à ses successeurs météorologues, dont Jean-Baptiste Morgagni, l’abbé Giuseppe Toaldo  et son fils Francesco Poleni qui poursuivra les observations météorologiques jusqu'au 31 décembre 1764.
Sur la base de rapports qu'il reçoit (sur Blaise Pascal, inventeur de la « pascaline » en 1645, et de la machine de Leibniz inventée en 1694), il construit sa « macchina aritmetica » mais il entend parler d'une autre machine, construite en 1727 par le mathématicien et mécanicien autrichien Anton Braun (de), utilisant aussi la roue à nombre variable de dents, et capable d'effectuer les quatre opérations. Il apprend que celui-ci a reçu 10 000 florins, pour dédier sa machine à l'empereur des Romains Charles VI à Vienne (machine conservée au musée des techniques de Vienne). La réalisation de sa machine a échoué en raison des difficultés de fabrication à l'époque, de sorte qu'il a décidé de détruire son propre prototype et ne l'a jamais reconstruit.
Il participe à l'étude de la réforme du calendrier grégorien, parrainée par le pape Clément XI et entretient une correspondance suivie avec Euler, Maupertuis, les frères Bernoulli, Cassini III.
En 1728, en mathématiques, il appartient au « mouvement tractionnel » et développe en 1729 un intégrateur mécanique (un intégraphe).
Il entretient une correspondance avec le physicien anglais James Jurin, en particulier au sujet de ses observations météorologiques.
Le 24 août 1739, il est élu comme membre associé étranger à l'Académie royale des sciences de Paris.
En 1739, à la suite de la publication de ses recherches en archéologie dans ses Exercitaxiones Vitruvianæ (1739), il est nommé à la chaire de philosophie expérimentale, qui venait juste d’être créée en 1738 à Padoue.
Le 25 novembre 1740, il fonde et inaugure le « Teatro di filosofia sperimentale », le premier laboratoire de physique créé dans une université italienne, regroupant un important ensemble d'instruments scientifiques destinés à la recherche et à l'expérimentation, dont certains ont été inventés par lui-même. Ce laboratoire lui permet d'acquérir une renommée internationale. Il continue à enrichir cette collection jusqu'à sa mort, avec près de quatre cents instruments scientifiques différents. L'astronome français Jérome Lalande a dit de son laboratoire : « Je n'ai jamais vu un plus beau laboratoire de physique ». Une centaine d'instruments de cette collection, est encore visible au musée d'histoire de la physique de Padoue (it).

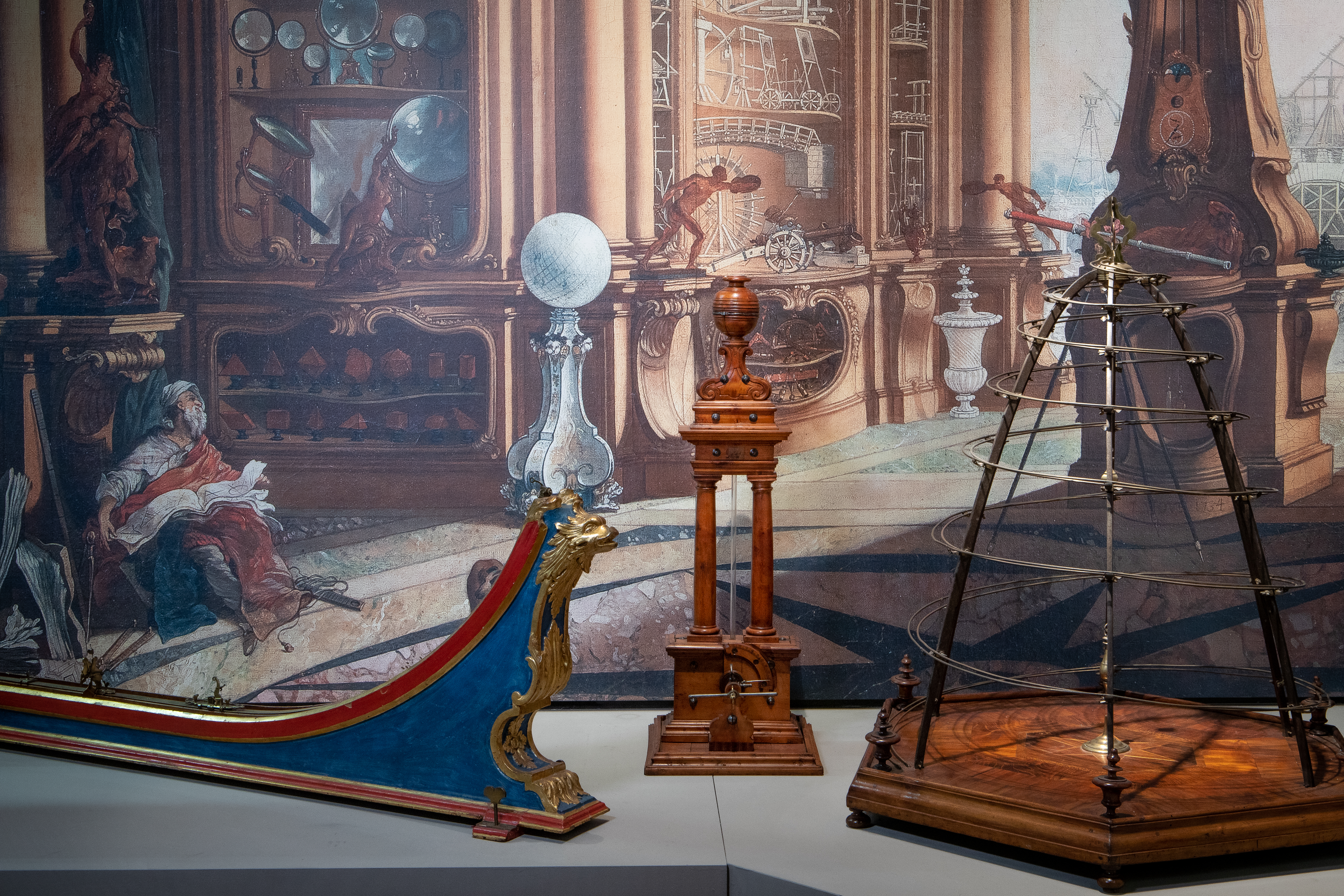
Cabinet de physique de Giovanni Poleni (Musée d'histoire de la physique de Padoue)
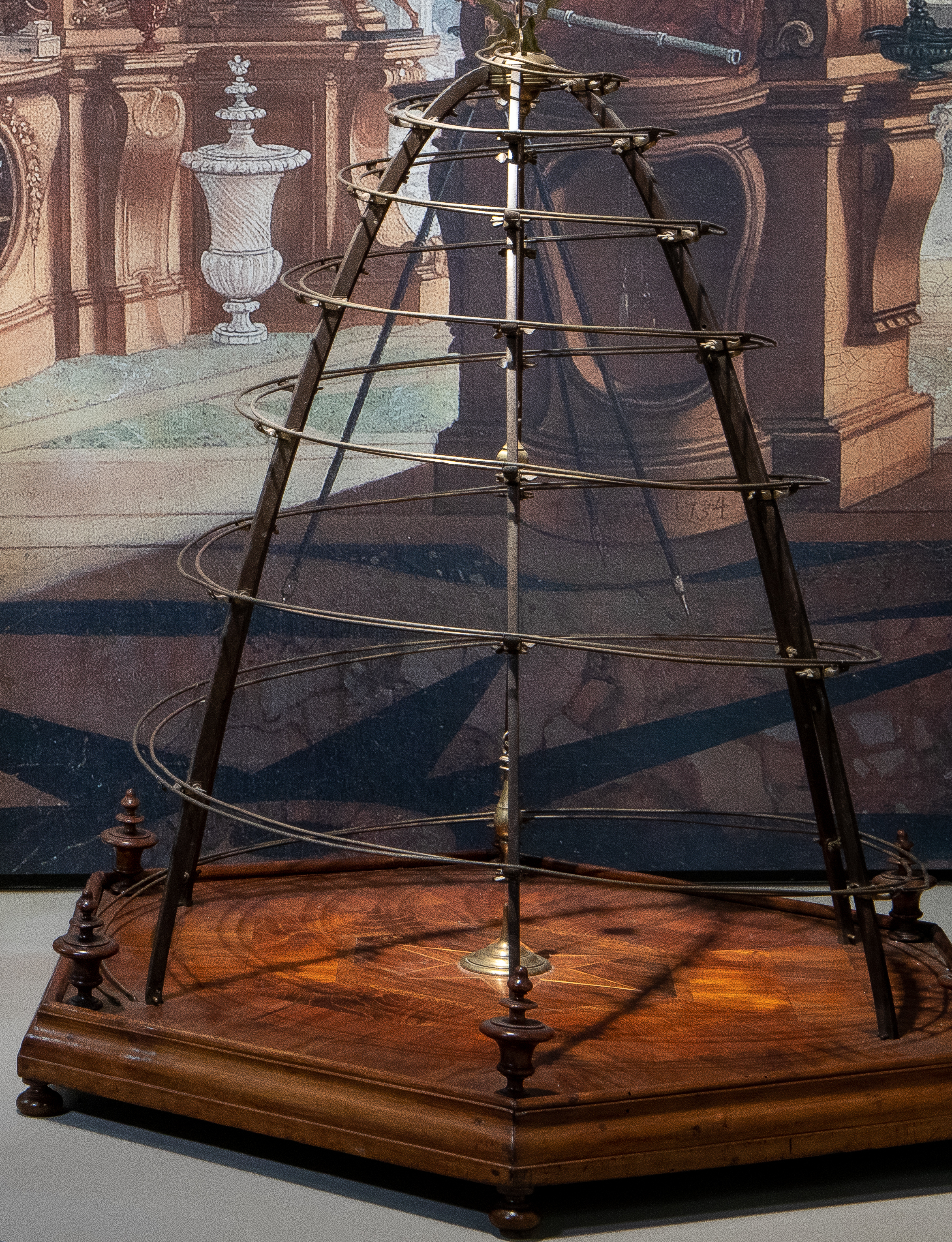
Paraboloïde de Truchet, pour l'étude de la chute des corps (1699)

En 1741, il est élu membre de l'Académie Clémentine de Bologne ainsi que membre de l'Académie étrusque de Cortone.
Ses recherches scientifiques sont menées en parallèle avec des recherches en architecture et en archéologie qui le rendent si célèbre que le pape Benoît XIV l'invite à Rome en 1743 pour examiner le dôme de la basilique Saint-Pierre, à la suite de l'apparition de fissures dès 1741, et effectuer la vérification statique de l'équilibre de la coupole.
Poleni est ensuite rappelé à Padoue pour assumer des fonctions judiciaires.
En 1756, Poleni est nommé à la chaire d'études marines et de la construction navale à Padoue. À partir de ce moment, il enseigne les sciences nautiques et la construction navale. Ses travaux, dans de multiples domaines scientifiques, sont récompensés par l'attribution de prix, décernés par l'Académie des sciences : en 1733, pour une étude sur le calcul de la distance parcourue par un navire, en 1733, pour une étude des ancres, en 1741, pour une étude sur les grues, treuils et cabestans.
En plus des nombreux intérêts scientifiques différents, il publie des traités sur l'architecture antique : traité sur le temple d'Artémis à Éphèse en 1742, traité sur les théâtres et amphithéâtres antiques, sur les découvertes archéologiques françaises, sur un obélisque de l'empereur Auguste, et sur plusieurs sujets d'architecture.
Passionné de musique, il a été le protecteur du violoniste et compositeur Giuseppe Tartini.
En 1763, son éloge a été prononcé par Jean-Paul Grandjean de Fouchy, astronome et secrétaire perpétuel de l'Académie Royale des sciences de Paris.

## La macchina aritmetica

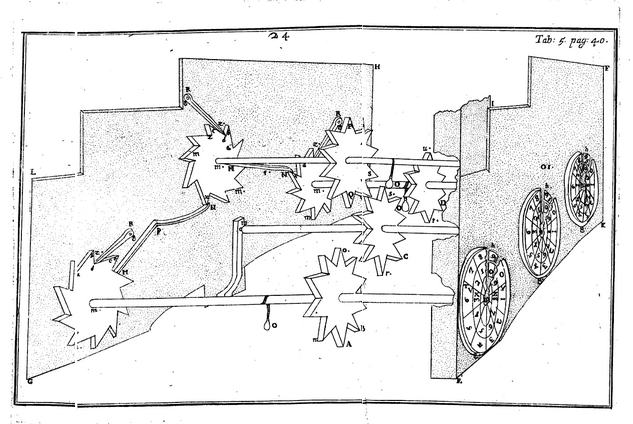
Schéma de la Macchina aritmetica (1709)

La première calculatrice mécanique inventée et fabriquée en Italie est celle de Giovanni Poleni. Son projet était de produire une machine, similaire à celle de Leibniz, pouvant effectuer automatiquement les quatre opérations arithmétiques, en utilisant un mécanisme totalement original : il traspositore a denti rialzabili. Ce mécanisme permet l'automatisation de la multiplication par le facteur de rétention du numérateur, en évitant le besoin de réglage continu du nombre. La machine de Poleni diffère également des dispositifs antérieurs qui tentent de rendre le fonctionnement automatique. Grâce au moteur, constitué par un poids, Poleni a limité l'intervention humaine au seul réglage du calcul, laissant la machine exécuter le travail.
Malheureusement, l'original de la machine a été perdu, mais il subsiste une description détaillée dans sa publication de 1709. La machine dispose d'un cadre en bois ouvert, se terminant sur le dessus avec une corniche et l'avant par une plaque carrée fixée au châssis de telle sorte que la diagonale du carré soit parallèle à la base de la machine. Au centre de la plaque, un cadran circulaire à gorge est inséré, divisé en neuf parties égales et numérotées de un à neuf. En correspondance avec chaque numéro il y a un trou à l'intérieur duquel se trouve la broche qui bloque le mouvement de la manivelle au centre du cadran. Au-dessus de la plaque carrée est situé le totalisateur qui se compose de six cadrans circulaires disposés en arc de cercle, dont chacun possède deux fenêtres pour afficher le numérateur. Au-dessus du numérateur est placée une autre manivelle qui entraîne, à travers les trois roues dentées situées sur la face arrière, le passage des vitesses pour la sélection du numérateur dans les opérations de multiplication et de division.

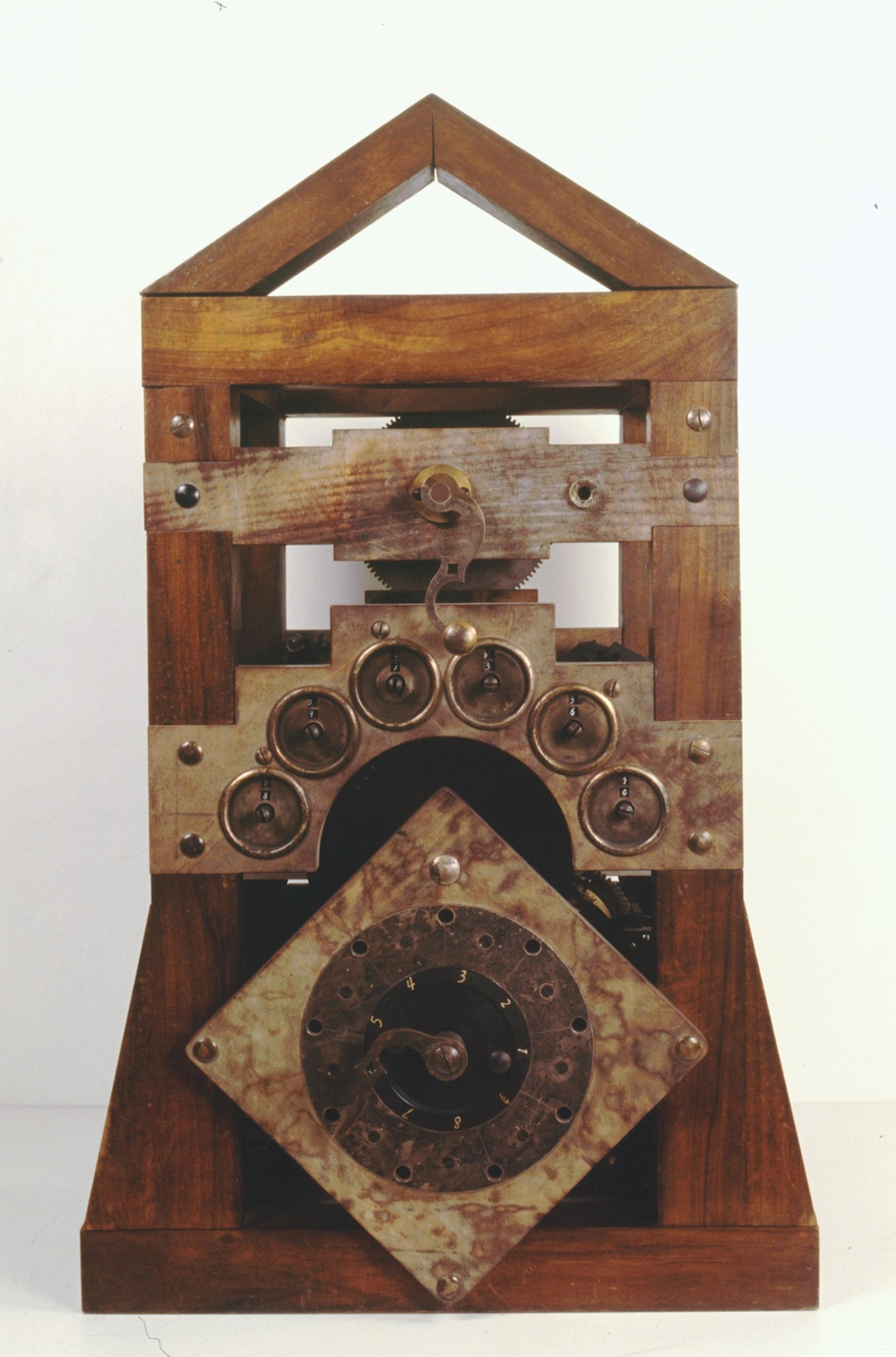
Réplique de la Macchina aritmetica, Musée des sciences et des techniques Léonard de Vinci de Milan

L'élément central de la machine est constitué par la roue à nombre variable de dents, dont les dents sont déplaçables manuellement de manière à permettre la sélection du numérateur de la roue dentée pour engrener. Le fonctionnement de la machine est entraîné par un lest, constitué d'une corde enroulée sur un cylindre, auquel une masse est suspendue au moyen d'un système de poulies. Pour l'utiliser, il est nécessaire de remonter préalablement le poids par enroulement de la corde autour du cylindre, puis régler le chiffre en utilisant la broche à insérer dans les trous de la molette et la manivelle sur le cadran. Ensuite, il est nécessaire de sélectionner manuellement les dents du traspositore pour fixer les roues du totalisateur et libérer la chute du poids. La seule limitation de sa machine se situe dans la capacité d'effectuer des opérations, sur des nombres limités à trois chiffres.
Celle-ci a rencontré une certaine notoriété dans les décennies suivantes en Europe, grâce aux écrits, de Jacob Leupold, et sa description dans son « Theatrum Machinarum Generale » (La Théorie générale des machines), publié en 1724 puis dans son « Theatrum arithmetico-geometricum » (publication posthume en 1774). En 1804, les écrits de Johann Paul Bischoff, dans « Versuch einer Geschichte der Rechenmaschine » (Essai d'histoire de la machine à calculer), ont aussi détaillé la calculatrice de Giovanni Poleni, mais ceux-ci n'ont été publiés que tardivement en 1990 (OCLC 24671528).
Un exemplaire de la calculatrice de Giovanni Poleni a pu cependant être reconstruit en 1959, pour le 250e anniversaire de sa première publication, et se trouve au musée des sciences et des techniques Léonard de Vinci, de Milan.

## Les intégraphes
Ceux-ci constituent les premiers instruments opérationnels, à directrice fixe, faisant appel à de la mécanique de précision où les fils (peu fiables car difficiles à garder tendus), sont remplacés par des tiges rigides dont la longueur peut varier grâce à des glissières. Ces appareils sont décrits à son collègue mathématicien Jakob Hermann, et permettent de tracer la tractrice, ainsi que les courbes logarithmiques, comme en 1729, la « syntractrice » (ou courbe des forçats, ou courbe de Poleni),.
Les contributions importantes de Giovanni Poleni dans le domaine de la géométrie, vont servir ensuite, au développement d'intégraphes universels à directrice variable, aux travaux de Leonhard Euler en 1736 et aussi à Vincenzo Riccati en 1752, pour le développement de méthodes d'intégration des équations différentielles,.

## La consolidation du dôme de la basilique Saint-Pierre de Rome
Le 22 septembre 1742, le pape demande tout d'abord l'expertise d'un groupe de mathématiciens et de géomètres, puis le 3 octobre, une expertise d'un groupe composé d'architectes, d'hommes de métier, et d'artisans, et à la fin du mois de novembre, il s'en remet à l'expertise hic et nunc des mathématiciens Roger Joseph Boscovich, François Jacquier, et Thomas Le Seur,, mais en définitive, il confie la mission, le 12 janvier 1743, à un autre mathématicien et physicien, Giovanni Poleni, auteur d'un ouvrage pédagogique consacré à l'utilité des mathématiques dans la leçon de physique. Dans son étude, Poleni pensait que la coupole, conçue par Michel-Ange, puis modifiée par son successeur Giacomo della Porta, était « très solide, et que si elle venait jamais à menacer ruine, il ne resterait d'autre ressource que de la démolir ». Il mettait en cause la mauvaise qualité de la construction : construction trop rapide (« voûtée en vingt-deux mois »), la mauvaise qualité des matériaux, et une mauvaise mise en œuvre, au niveau des contreforts, afin de privilégier l'ornementation.

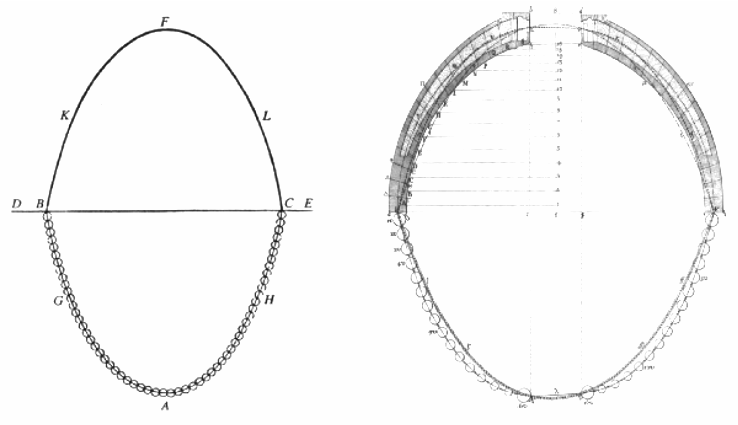
Analogie entre une arche et une chaîne de suspension, comparaison avec le dôme de Saint-Pierre de Rome (1748)

Quant à la forme de la coupole, elle s'éloigne de la courbe idéale de la « chaînette renversée », qui permet de suivre et de contenir la ligne de poussée. Poleni s'appuie, en particulier, sur les travaux du physicien anglais Robert Hooke publiés en 1678, (bien qu'il ne soit pas cité dans son rapport), et de ceux du mathématicien écossais James Stirling publiés en 1717(voir figure XI du livre premier).
Poleni a l'intuition que les fractures du dôme sont dues aux énormes poussées horizontales à la base de celui-ci (voir figure XXII du livre troisième,). Dans son rapport, il applique sur la forme de la coupole, le tracé de la courbe idéale de la chaînette renversée (voir figure XIV du livre premier). Celle-ci est tangentielle à la partie interne du dôme (zones notées de D à L), et indique la présence d'une zone de compression, ou d'écrasements sur l'intrados, ainsi qu'une zone d'expansion, ou d'ouverture de fractures sur l'extrados.
Le 10 juin 1743, Poleni propose le renforcement de la coupole, par un cerclage supplémentaire : cinq anneaux métalliques (notés de A à E sur le plan, voir figure XXVI du livre quatrième ), plus un anneau supplémentaire (noté Z), remplaçant un des trois anneaux originaux du XVIe siècle, inclus dans la maçonnerie entre 1589 et 1590, et qui est apparu cassé.
L'étude rhéologique est effectuée à l'aide d'un instrument de laboratoire nommé « macchina divulsoria », conçu pour déterminer la résistance des matériaux, à la traction. Cet instrument inventé par Poleni, était cependant basé sur le banc de traction, inventé en 1729 par le physicien néerlandais Pieter van Musschenbroek, et va servir à la conception théorique et expérimentale, de la solution proposée au pape. 
Ces six anneaux (voir figure XVIII du livre premier) ont été installés entre 1743 et 1748, par Luigi Vanvitelli, l'architecte responsable de la basilique (voir figure XXIII du livre troisième), en utilisant la méthode de restauration de la maçonnerie, dite cuci-e-scuci (coudre-et-découdre), et la ceinturent encore aujourd’hui,.

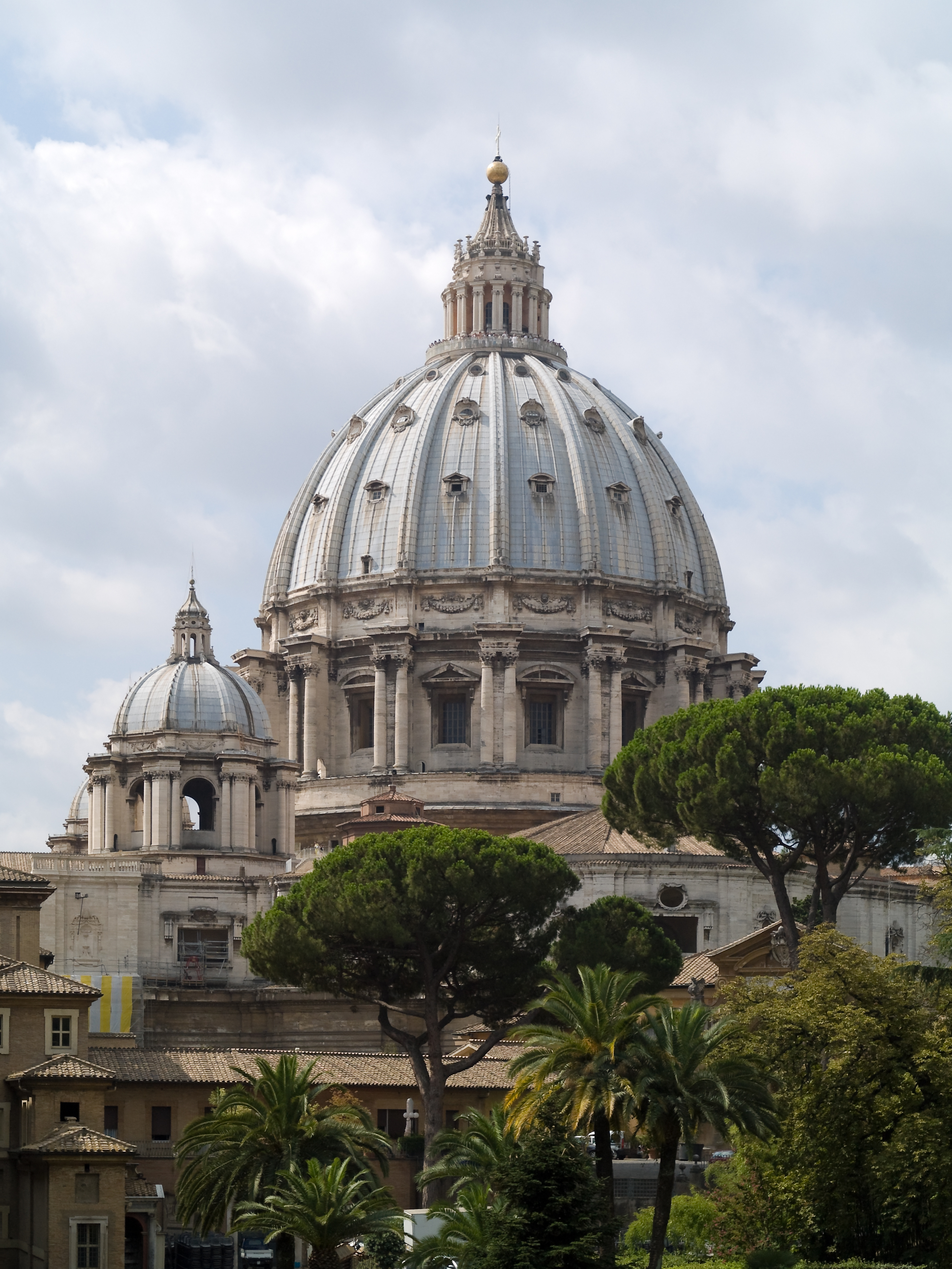
Dôme de la basilique Saint-Pierre de Rome
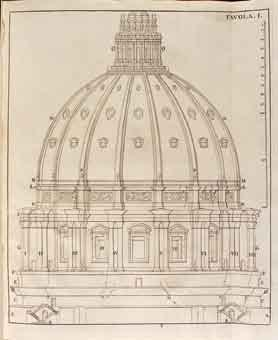
Dôme de la basilique Saint-Pierre de Rome, dans le rapport de 1748

Son rapport de 1743 au pape a été publié dans « Memorie istoriche della Gran Coupola del Tempio Vaticano » en 1748.

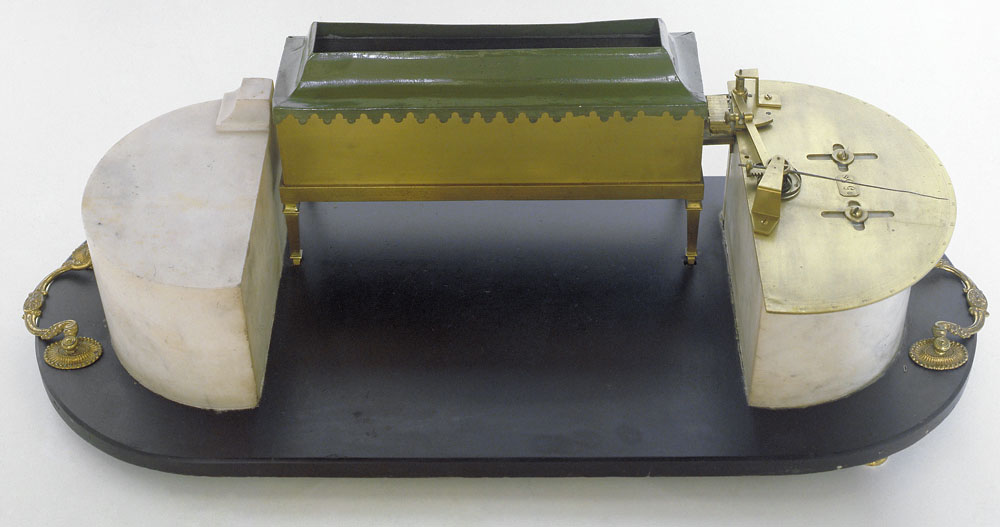
Pyromètre ou dilatomètre, (1731), Musée Galilée, Florence

Avec un autre instrument de laboratoire, le pyromètre (ou dilatomètre), conçu en 1731 par Pieter van Musschenbroek, il a vérifié la résistance du marbre et du ciment, aux variations de température.

## Publications
- Miscellanea. Hoc est I. Dissertatio de Barometris, & Thermometris, II. Machinae Arithmeticae, eiusque usus descriptio, III. De Sectionibus Conicis parallelorum in horologiis solaribus tractatus. Venise, Aloysius Pavinus 1709 Texte en ligne
- De vorticibus coelestibus dialogus: qui accedit quadratura circuli Archimedis, Padoue, 1712.
- De physices in rebus mathematicis utilitate: praelectio, Padoue, 1716.
- De Motu Aquae mixto libri duo. Quibus multa nova pertinentia ad Aestuaria, ad Portus, atque ad Flumina continentur. Patavii Iosephi Comini 1717. Étude de l'eau en mouvement, vitesse sur un barrage, débit, alimentation des canaux, etc.
- De Castellis per quae derivantur Fluviorum aquae habentibus latera convergentia liber, Padoue, 1718.
- De Mathesis in rebus physicis utilitate praelectio. Patavii Typis Iosephi Comini 1720. Poleni a ajouté à la fin de son ouvrage un chapitre sur : De observatione defectus lunae.
- Epistolarum Mathematicarum fasciculus. Patavii 1729. Ces lettres reflètent les multiples centres d’intérêt de Poleni : mathématiques, anatomie, physique, astronomie. Elles sont adressées à G. Manfredi, J.G. Marinoni, Guido Grandi. On y trouve, en appendice à une lettre à Manfredi, le texte fort rare de Jean Buteo : De fluentis aquae mensura.

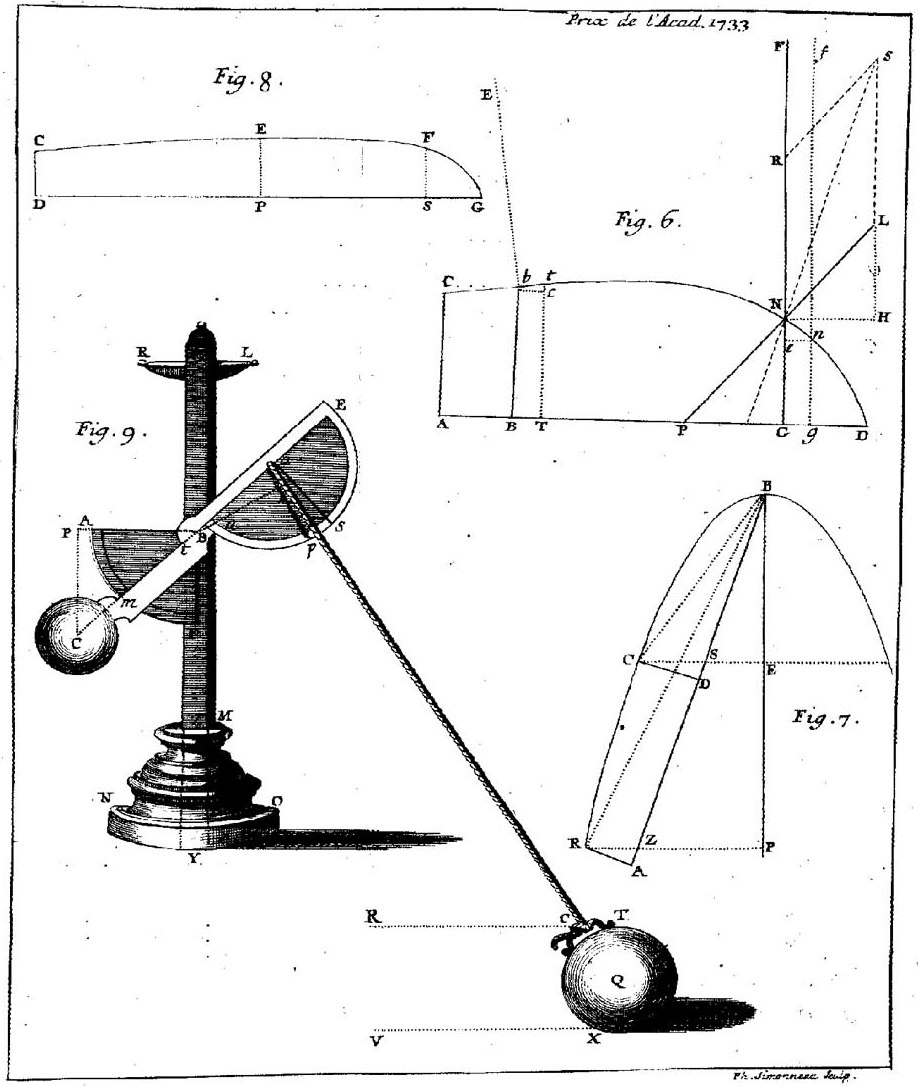
Loch à flotteur (1734) (Solcometro)

- De la Meilleure manière de mesurer sur mer le chemin d'un Vaisseau, indépendamment des observations astronomiques. Pièce qui a remporté le prix de l'Académie royale des sciences proposé pour l'année 1733, selon la fondation faite par feu M. Rouillé de Meslay, ancien Conseiller au Parlement. Paris, Imprimerie royale, 1734. Cet ouvrage contient la description d'un nouvel appareil de son invention pour calculer la vitesse estimée d'un navire.
- Utriusque thesauri antiquitatum romanarum graecarumque nova supplementa, 1737.
- Exercitationes Vitruvianæ primae, Venise, 1739.
- Institutionum philosophiae mechanicae specimen, Padoue, 1741.
- De Ergatae Navalis praestabiliore, facilioreque usu, Dissertatio, 1741, (Essai sur un emploi plus pratique et plus commode du cabestan de navire)
- Il tiempo di Diana di Efeso, Venise, 1742[45].
- Memorie istoriche della Gran Coupola del Tempio Vaticano, Padoue, 1748[46].
- Del Teatro Olimpico Di Andrea Palladio In Vicensa, Padoue, 1749. (À propos du Teatro Olimpico de Vicence construit par Andrea Palladio)
- Sexti Julii Frontini De aquae ductibus urbis Romae commentarius, Padoue 1749. (Edition et commentaire d'une œuvre de Sextus Julius Frontin pour l'approvisionnement en eau, à Rome)[47].

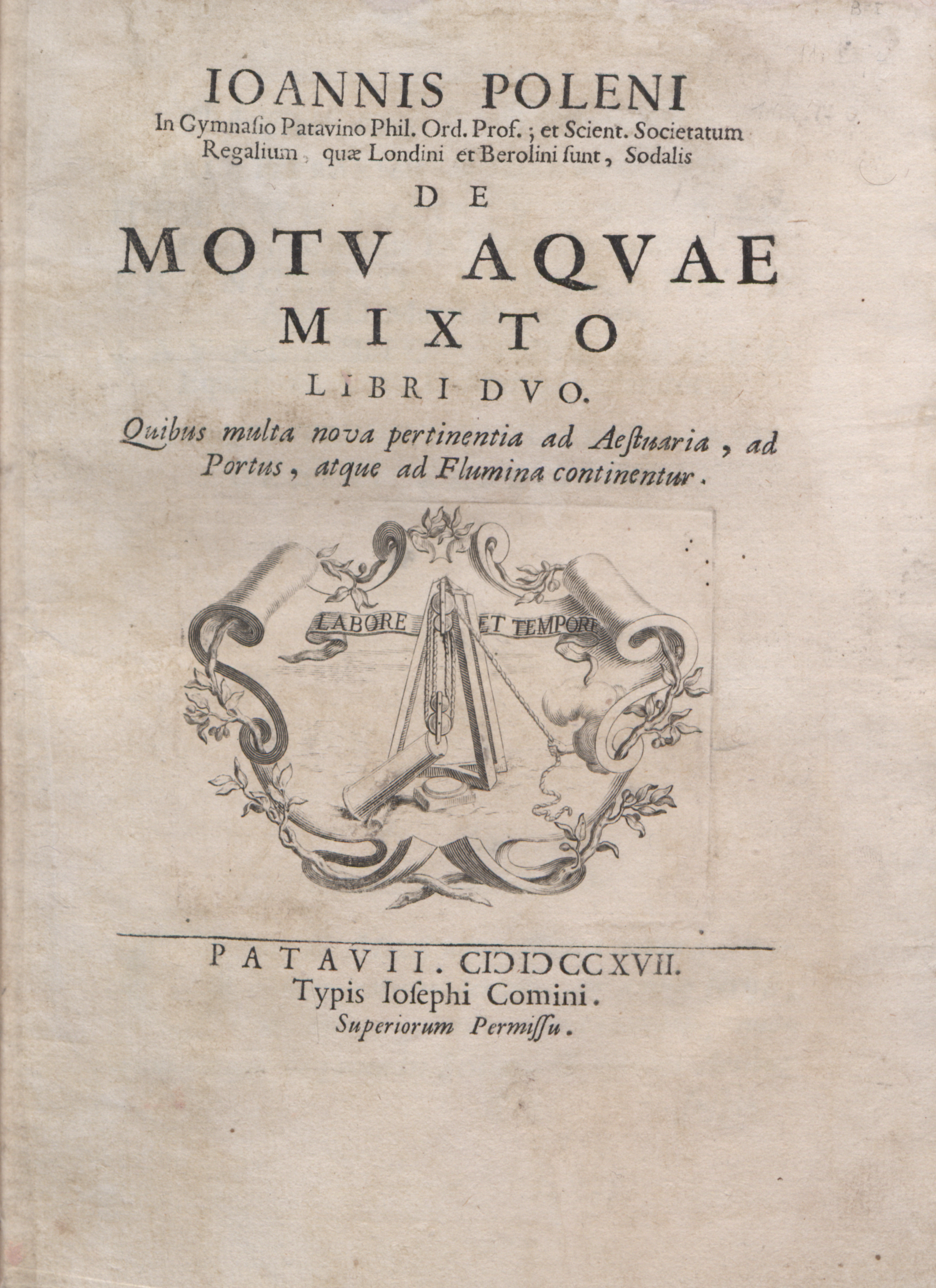
De motu aquae (1717)
De Castellis per quae derivantur Fluviorum aquae (1718)
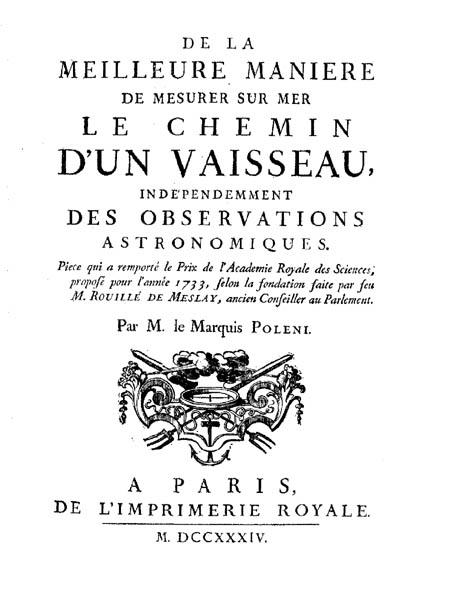
De la meilleure manière de mesurer sur mer le chemin d'un vaisseau (1734)
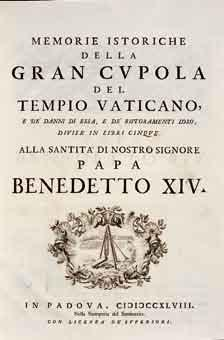
Memorie istoriche della gran cupola del Tempio Vaticano (1748)
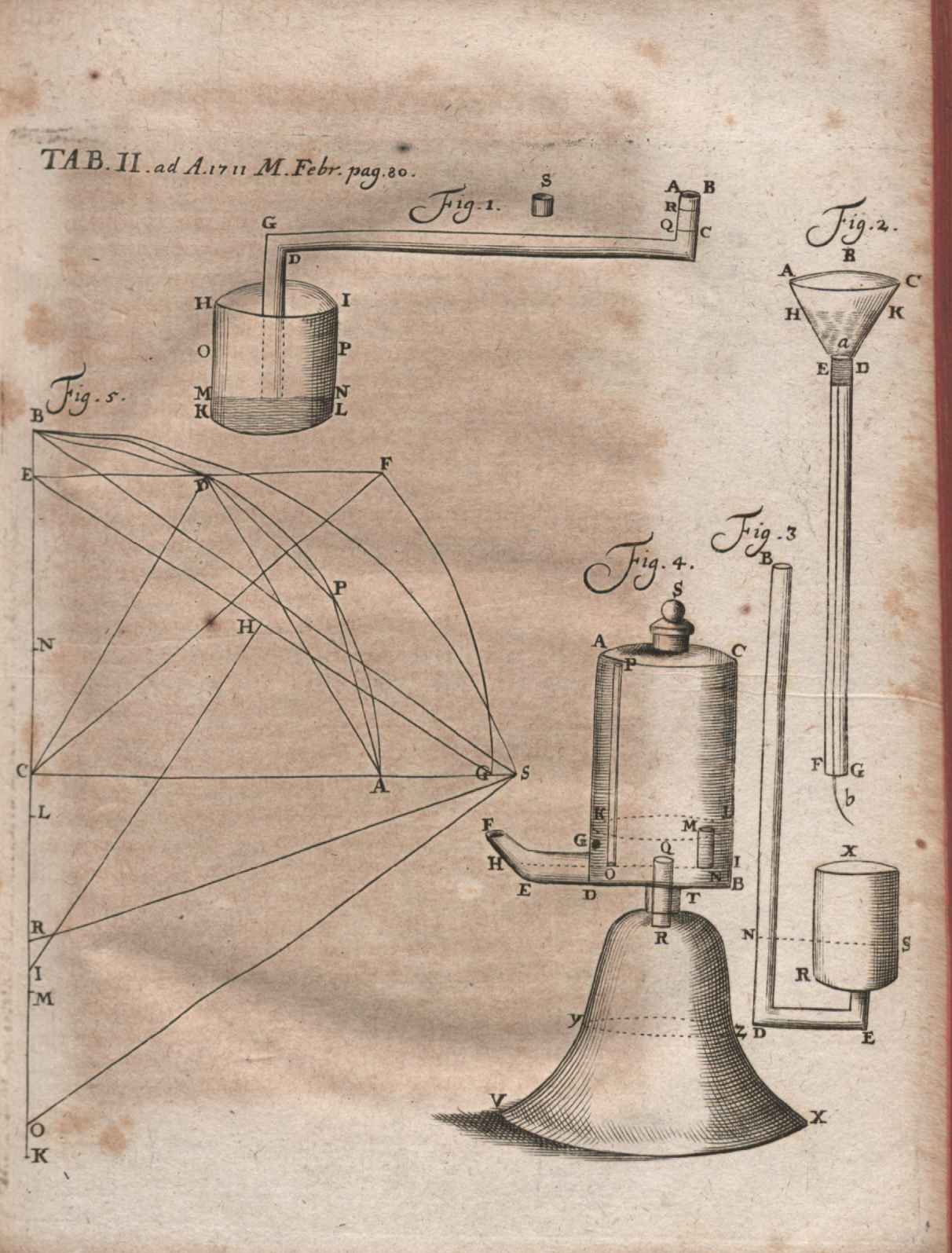
Illustration à la critique de Miscellanea publiée sur les Acta Eruditorum, (1711)

## Biographie
- Jean-Paul Grandjean de Fouchy, Éloge de M. le marquis Poléni, dans Histoire de l'Académie royale des sciences - Année 1763, Imprimerie royale, Paris, 1766, p. 151-163 (lire en ligne)
- (it) Pietro Cossali,  Elogio di Giovanni Poleni, recitato dall'abate..., Tipografia Bettoni, Padova, 1813,(lire en ligne).

## Publications
- Céline Le Gall, Giovanni Poleni (1683-1761) et l’essor de la technologie maritime au siècle des Lumières, Turnhout, Brepols Publishers, 2019, 578 p., 156 x 234 mm (ISBN 978-2-503-58360-0, présentation en ligne).